# Trégon
Trégon (bretonisch Tregon-Poudour) ist eine ehemalige französische Gemeinde mit 372 Einwohnern (Stand: 1. Januar 2022)  im Département Côtes-d’Armor in der Region Bretagne. Sie gehörte zum Arrondissement Dinan und zum Kanton Pleslin-Trigavou. Die Einwohner werden Trégonnais und Trégonnaises genannt.
Trégon wurde mit Wirkung vom 1. Januar 2017 mit Ploubalay und Plessix-Balisson zur Commune nouvelle Beaussais-sur-Mer zusammengeschlossen.

## Geographie
Trégon liegt etwa 14 Kilometer südwestlich von Saint-Malo an der Smaragdküste des Ärmelkanals.
Umgeben wurde die Gemeinde Trégon von den Nachbargemeinden Saint-Jacut-de-la-Mer im Nordwesten und Norden, Ploubalay im Osten sowie Créhen im Süden und Westen.
Durch Trégon führt die frühere Route nationale 786 (heutige D768/D786).

## Bevölkerungsentwicklung
| Jahr      | 1962 | 1968 | 1975 | 1982 | 1990 | 1999 | 2006 | 2013 | 2020 |
| --------- | ---- | ---- | ---- | ---- | ---- | ---- | ---- | ---- | ---- |
| Einwohner | 278  | 240  | 253  | 249  | 259  | 260  | 232  | 249  | 336  |

Quellen: Cassini und INSEE Ab 1962: nur Hauptwohnsitze.

## Sehenswürdigkeiten

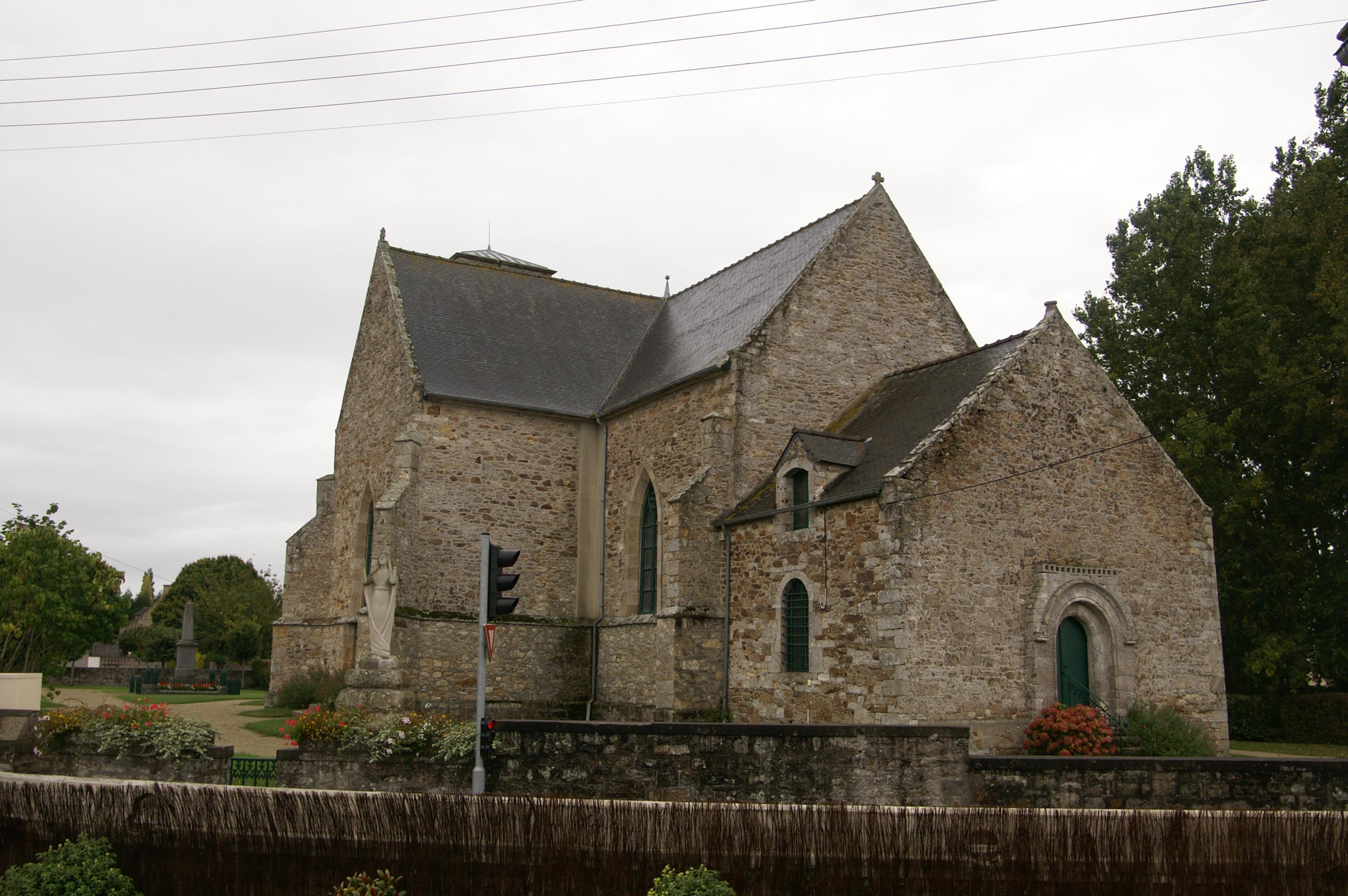
Kirche Saint-Pétrock

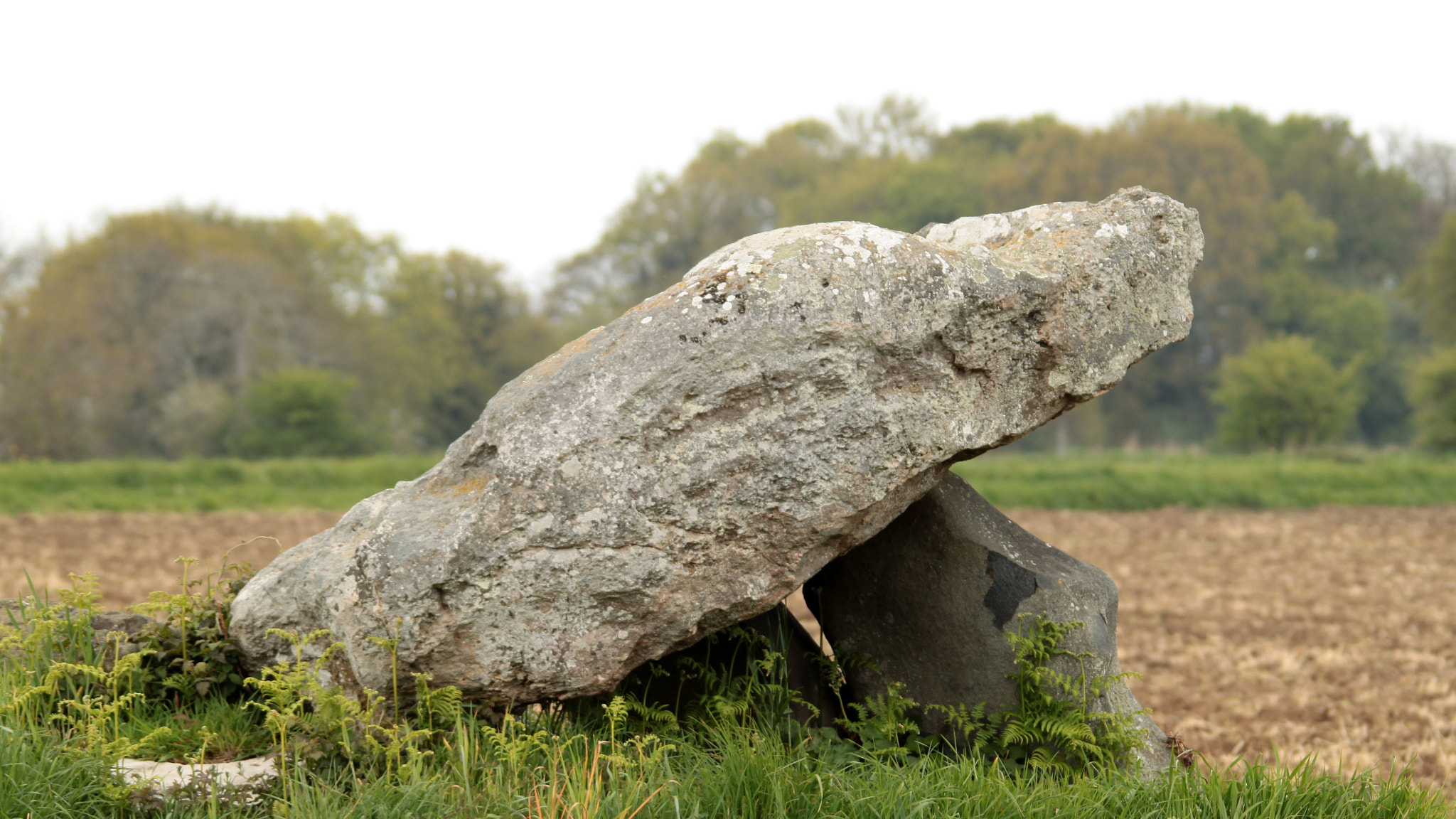
Dolmen bei La Ville-Tinguy

- Dolmen bei La Ville-Tinguy, seit 1963 Monument historique
- Portal der alten Kirche, seit 1946 Monument historique
- Kirche Saint-Pétrock
- Schloss Beaussais
- Herrenhaus von Le Bouillon